# L'Ascenseur (incubateur associatif)
L'Ascenseur est une pépinière et un espace de bureaux partagés rassemblant des associations engagées pour l'égalité des chances situé 29, boulevard Bourdon, à côté de la place de la Bastille à Paris.

## Histoire
Initiative privée dédiée aux associations et entrepreneurs sociaux engagés dans l'égalité des chances, L'Ascenseur a ouvert ses portes le 11 juin 2019. L'immeuble de huit étages dans un bâtiment Haussmannien comprenant des espaces privés et collectifs regroupe 21 acteurs associatifs et entrepreneurs sociaux en faveur d'une plus grande égalité des chances. Ils interviennent auprès de ceux qui font face à des discriminations liées à leur origine sociale, culturelle ou ethnique, ou qui ont rencontré des obstacles particuliers au fil de leur parcours.  
Leurs périmètres d’action couvrent l’ensemble des domaines dans lesquels les bénéficiaires peuvent être accompagnés pour libérer leur potentiel : l’éducation, la culture et le sport, l’emploi et l’engagement associatif. En se réunissant en collectif, ces associations ont pour objectifs de mutualiser leurs moyens et leurs expertises spécifiques, et de développer des solutions globales en accélérant leur changement d’échelle.
Ce projet est le fruit d’une volonté commune, celle des dirigeants de Article 1,  Benjamin Blavier et Saïd Hammouche de Mozaïk RH et de BNP Paribas : faire coalition et optimiser leur impact pour davantage de justice sociale. Cette initiative vise ainsi à rassembler des acteurs d’horizons très divers pour une meilleure inclusion de la jeunesse : acteurs de l’économie sociale et solidaire, entreprises, fondations, collectivités publiques,,. 
L’Ascenseur n’est pas seulement un lieu mais un projet qui vise à faciliter le changement d'échelle de toutes ces solutions qui font leurs preuves, chaque jour, sur le terrain. Et aussi à créer des synergies entre tous les acteurs de l'Économie sociale et solidaire et au-delà. Convaincus que l'ère des partenariats public/privé est révolu, les acteurs de L'Ascenseur sont convaincus d'être désormais dans l’ère des coalitions, la force du collectif - pour contrecarrer les inégalités qui subsistent et gagner en impact.

## Partenaires
Les partenaires et les installations sont à la fois des structures qui œuvrent dans le domaine de l’insertion par la culture (Les Concerts de Poche, Cinéma pour tous, Fête le mur…), que des associations qui aident les jeunes à trouver un stage (Viens voir mon Taf, Yes Akademia, l’Institut de l’Engagement), les accompagne dans leur orientation (Télémaque, Article 1, La Chance), leur recherche d’emploi (Mozaïk RH, Cravate solidaire, Action Emploi Réfugiés, Les Concerts de Poche), leur création de projet (Time2 Start, YesAcademia, Institut de l’engagement, Diversifiezvostalents.com), les aide à prendre la parole (Eloquentia, Fête le Mur) et à s’investir dans du bénévolat (Benenova, Alter'Actions…). Crésus, qui lutte contre le surendettement, est là aussi. Le Choix de l'école, qui accompagne de jeunes diplômés et de jeunes actifs qui souhaitent devenir enseignants dans des collèges d'éducation prioritaire, est également une association présente à L'Ascenseur.